# Austroagallia bisinuata
Austroagallia bisinuata är en insektsart som beskrevs av Chandrasekhara A. Viraktamath 1981. Austroagallia bisinuata ingår i släktet Austroagallia och familjen dvärgstritar. Inga underarter finns listade i Catalogue of Life.